# Toni Arens-Tepe
Antonia Leonharda Margaretha Maria (Toni) Arens-Tepe (Utrecht, 10 juni 1883 – Haarlem, 8 juli 1947) was een Nederlandse fotograaf.

## Biografie
Arens-Tepe was een dochter van Jeanette Habets (Aken, 26 juni 1850 – Haarlem, 1 oktober 1932) en letterkundige Leo Tepe (Amsterdam, 24 juli 1842 – Haarlem, 19 februari 1928), die een broer was van de architect Alfred Tepe. Haar neef Richard Tepe was een belangrijk natuurfotograaf.
Arens-Tepe genoot een jaar beroepsonderwijs aan de Kunstgewerbeschule Düsseldorf, onder Peter Behrens en Wilhelm Kreis, en twee jaar aan de Photographische Lehranstalt van de Lette-Verein in Berlijn, waar ze onder meer les kreeg van de fotograaf Karl Schenker.
Ze trouwde op 11 oktober 1921 in Nijmegen met de kunstenaar Albertus Antonius Hermanus (Albert) Arens (Grave, 25 februari 1881 – Graz, 1958). Ze kregen samen vier kinderen.
In 1922 won Arens-Tepe met een inzending 'Camera Portraits' een fotowedstrijd van de N.V. Erven Caspar Flick.
In 1932 won ze bij een aan de tentoonstelling "Moeder en Kind" in de RAI te Amsterdam verbonden nationale fotowedstrijd voor haar fotografie de eerste prijs. Na tentoonstellingen in Cambridge en Londen werd ze in 1933 benoemd tot Associate of the Royal Photographic Society of Great Britain, wat haar het recht gaf de letters "A.R.P.S." achter haar naam te plaatsen.

## Foto's

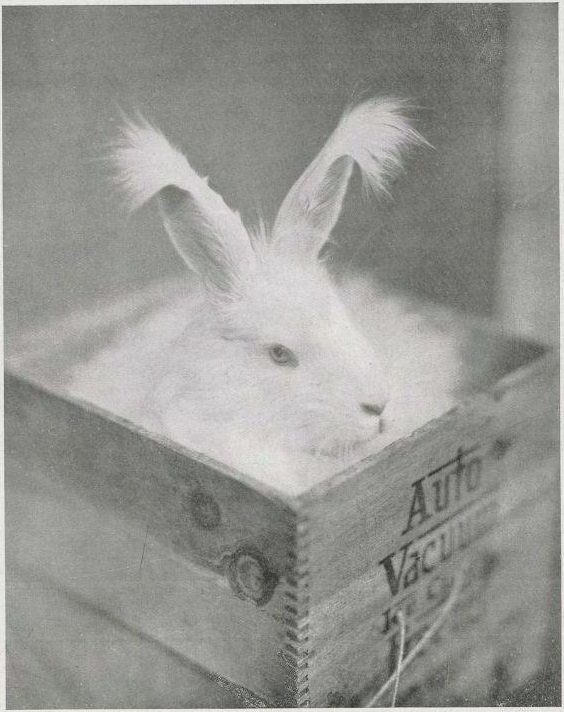
"Het voorjaar in een kistje", omslagfoto van geïllustreerd maandschrift Op de hoogte, april 1930
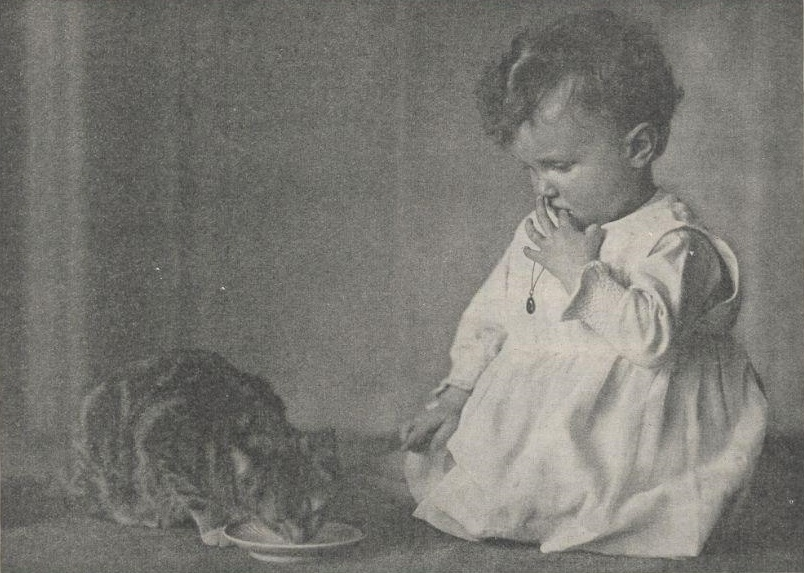
Foto gepubliceerd in het weekblad van de Koninklijke Nederlandsche Gist- en Spiritusfabriek
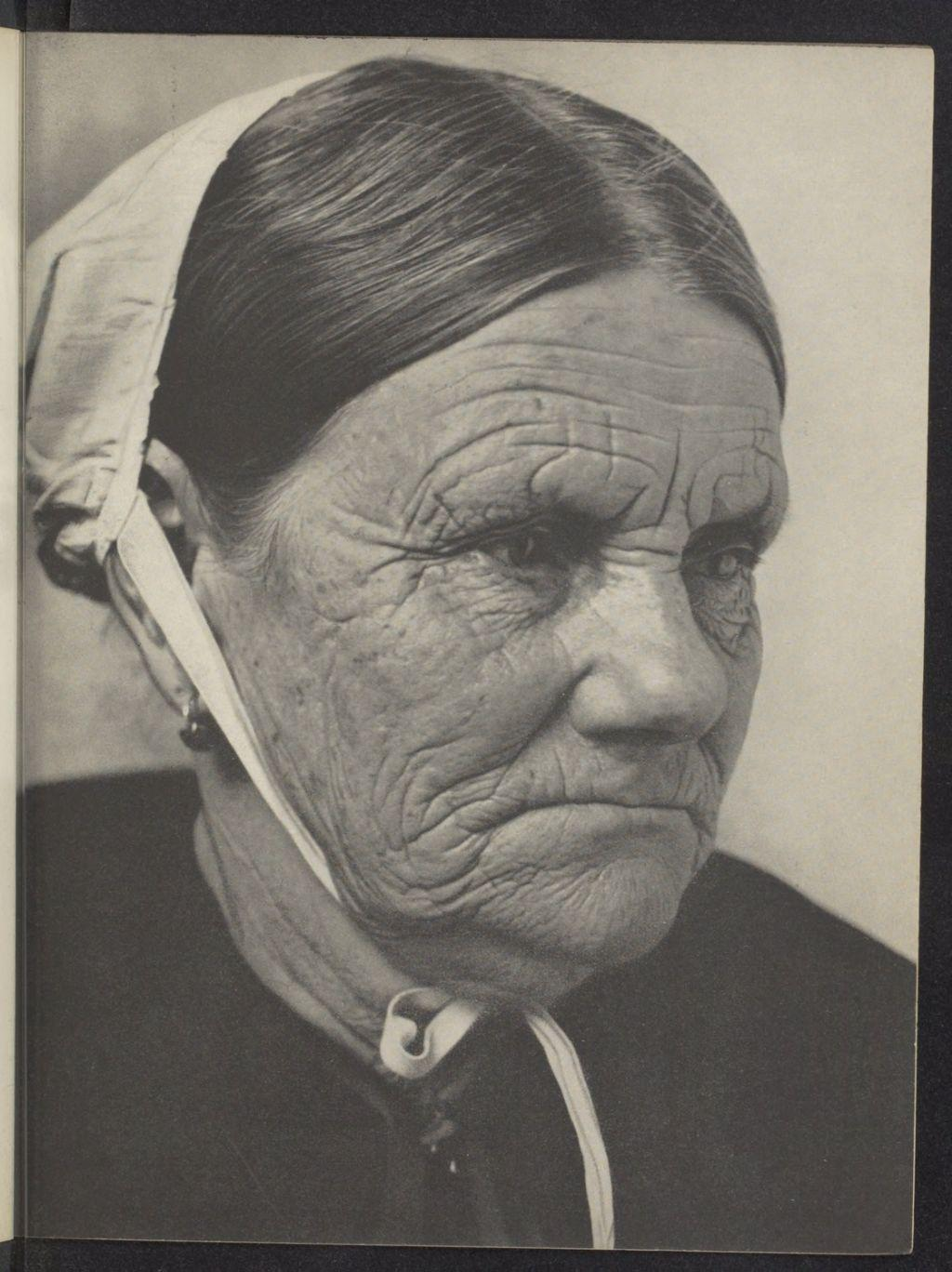
"Zandvoortse haringverkoopster, 82 jaar"
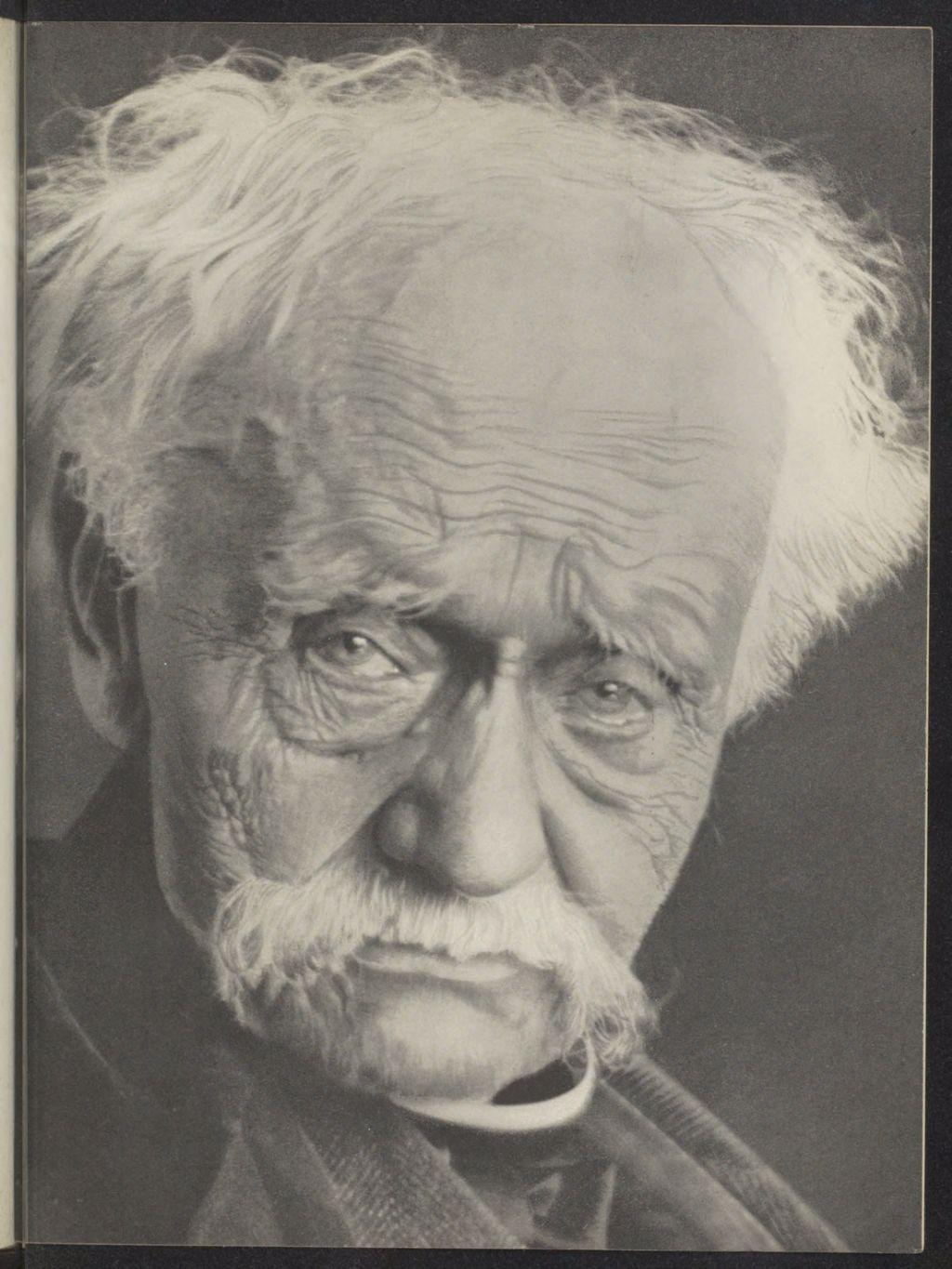
"Oude heer, 80 jaar"
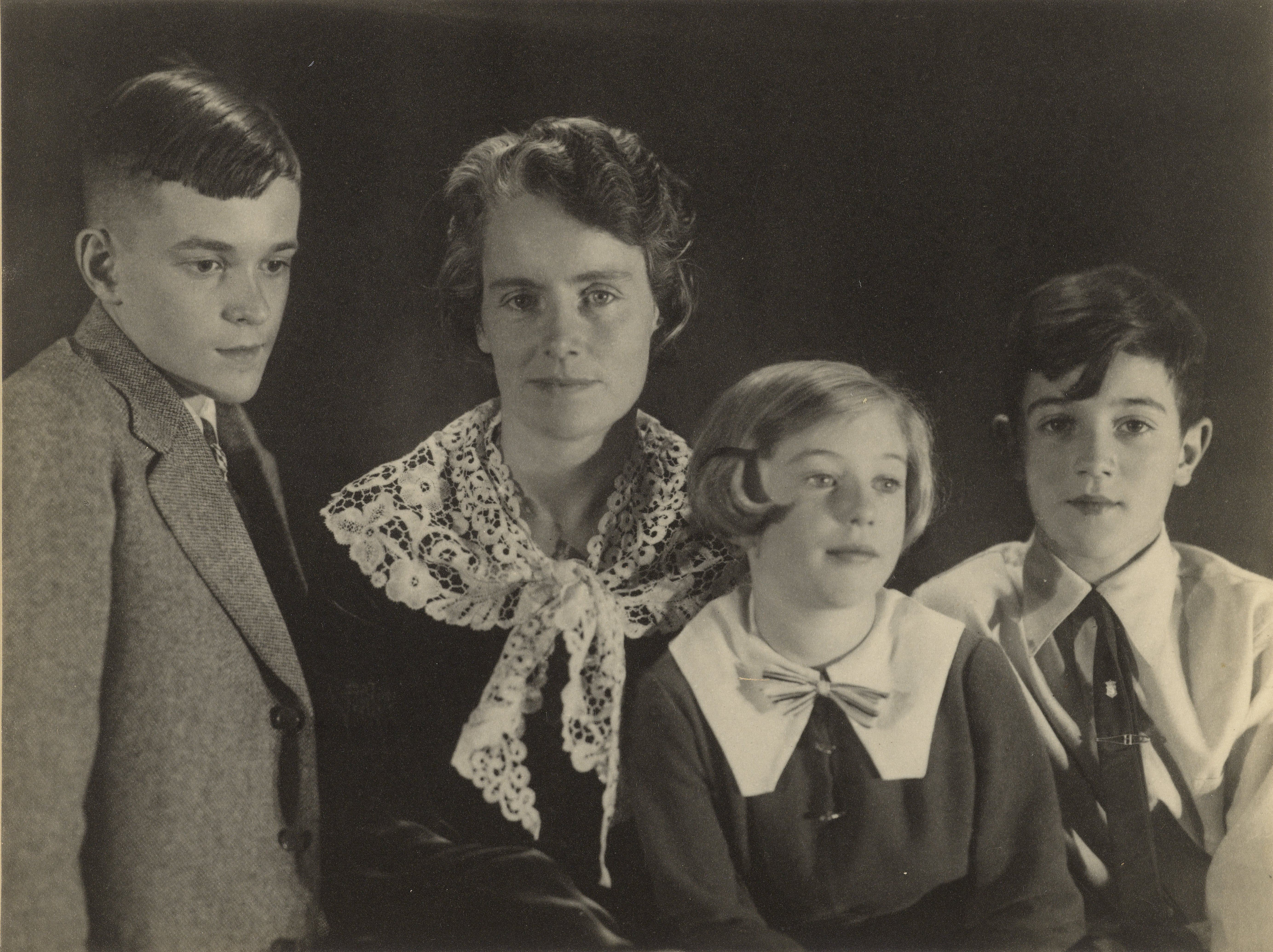
Ada Crone en haar kinderen (1935)
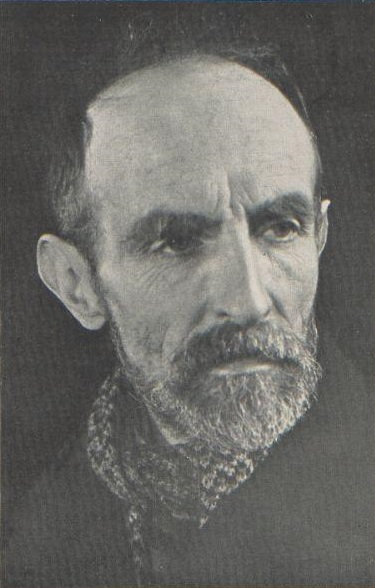
Henri Boot (ca. 1937)
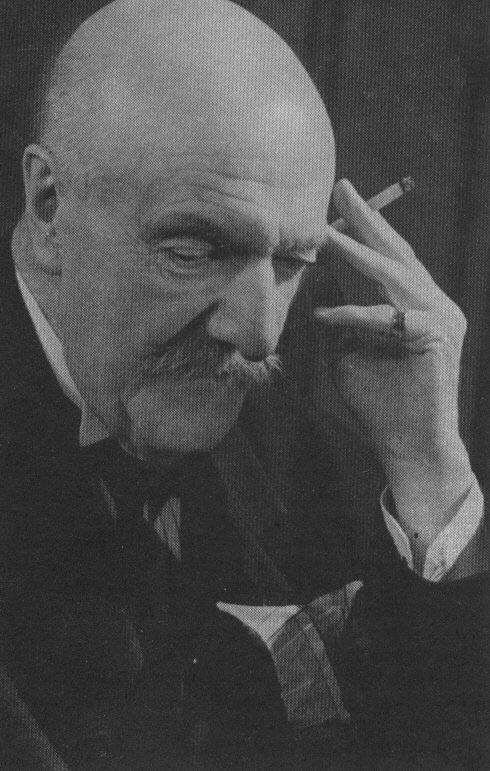
Lodewijk van Deyssel

- Biografisch Portaal: 11186695
- Nederlandse Thesaurus van Auteursnamen: 07217398X
- RKD-Nederlands Instituut voor Kunstgeschiedenis: 381363
- Virtual International Authority File: 280765899
- WorldCat: E39PBJbtwDKvYQJxkcBQVtkVYP